# Powódź w Holandii (1916)

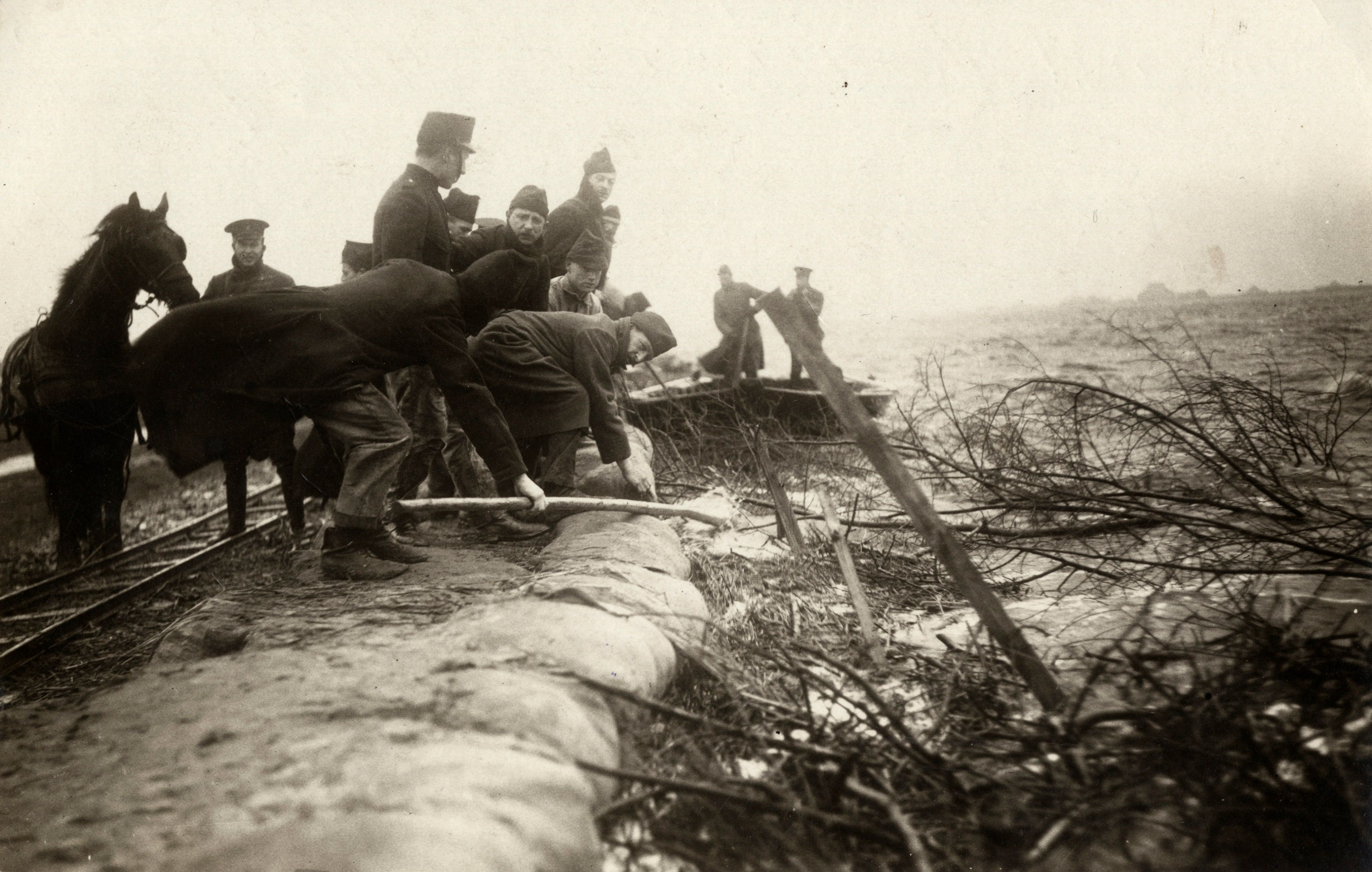
Holenderscy cywile oraz wojsko budujący wał przeciwpowodziowy

Powódź w Holandii 1916 roku (także powódź Zuiderzee) wydarzyła się 14 stycznia 1916 roku w Holandii. Nie była ona aż tak dotkliwa jak powódź w 1953, czy powódź w Boże Narodzenie 1717 roku, ale także przyniosła ofiary śmiertelne. Miała duży wpływ na wybudowanie Zuiderzee Works (systemu zapór i melioracji w Holandii).

## Przyczyny
Tego dnia prędkość wiatru sięgała 100 km/h. Nie to było jednak problemem. Niestety w tamtym czasie poziom wód był bardzo wysoki ze względu na trwającą burzę. Wiele terenów już było nieco zalanych. Groble erodowały z obu stron.

## Skutki
Powódź spowodowała duże straty materialne. Ponadto zginęło 16 ludzi na wyspie Marken i 19 w całej Holandii.

## Tama
Po powodzi postanowiono wybudować tamę na jeziorze Zuiderzee, pod nazwą Afsluitdijk. Budowa tamy rozpoczęła się w 1919, a zakończyła w 1932.